# ボイオス
ボイオス（古希: Βοῖος, Boios）は、古代ギリシアのヘレニズム期の詩人、文法家である。前3世紀頃の人物で、ギリシア神話の中でも特に鳥にまつわる変身譚を集めた『鳥類の系譜』（原題『オルニトゴニア』, Ornithogonia）の作者と伝えられているが、生涯について詳しいことは分かっていない。
『鳥類の系譜』については紀元後2世紀頃の著述家アテナイオスや、神話作家のアントニヌス・リベラリスが言及しているほか、アエミリウス・マケルがラテン語に翻訳したことが知られている（現存せず）。アテナイオスは著書『食卓の賢人たち』の中でわずかながら『鳥類の系譜』からキュクノスの神話を紹介している。これはピロコロスがボイオスの作品を紹介しているのをアテナイオスが見たことによる。アテナイオスによると、ボイオスはあらゆる鳥類は人間の変身によって生まれたと主張していたらしい。アントニヌス・リベラリスにおいては、ボイオスの作品は前2世紀頃の詩人コロポンのニカンドロスの『変身物語』（原題『ヘテロイウメナ』, Heteroiumena）とともに多く参照されており、コロポンのニカンドロスに次いで特に多い。アエミリウス・マケルの翻訳はオウィディウスの『変身物語』に多くの題材を提供したと考えられている。